# Johann Ludwig von Zierotin
Johann Ludwig von Zierotin ( – ). Pan na Velkich Losinach brat Luizy Karoliny von Zierotin w której imieniu i jej dzieci Franza i Michaela administrował dobrami niemodlińsko-tułowickimi w latach 1733–1743.

## Życiorys
Zleceniodawca wykonania w 1734 r. tzw. „Złotej księgi” dóbr niemodlińsko-tułowickich. Zadanie to powierzono do wykonania Christophowi Glaubitzowi z Rębiszowa. Ojciec Ludwiga Antona von Zierotina, dziadek Marianny Karoliny von Zierotin-Lilgenau, żony Jana Nepomucena II Carla Praschmy.